# 호세 안토니오 파에스
호세 안토니오 파에스(스페인어: José Antonio Páez, 스페인어 발음: [xoˈse anˈtonjo ˈpaes eˈreɾa], 1790년 6월 13일 ~ 1873년 6월 18일)는 베네수엘라의 독립운동가자 베네수엘라의  제1대 대통령이다. 그는 스페인으로부터의 독립 과정에서 중요한 군사적, 정치적 역할을 했으며, 독립 이후 초기 베네수엘라의 형성에 큰 영향을 끼쳤다.

## 초기 생애
1790년 6월 13일 호세 안토니오 파에스는 곤충 채집과 과수원 일로 생계를 유지하던 빈곤한 혼혈 가정에서 태어났다. 어린 시절부터 그는 오린코 평원에서 카우보이로 자라 말타기와 방목 업무를 익혔으며. 이 경험이 후일 기병대 지휘 역량의 밑거름이 됐다.

## 독립 전쟁 활동

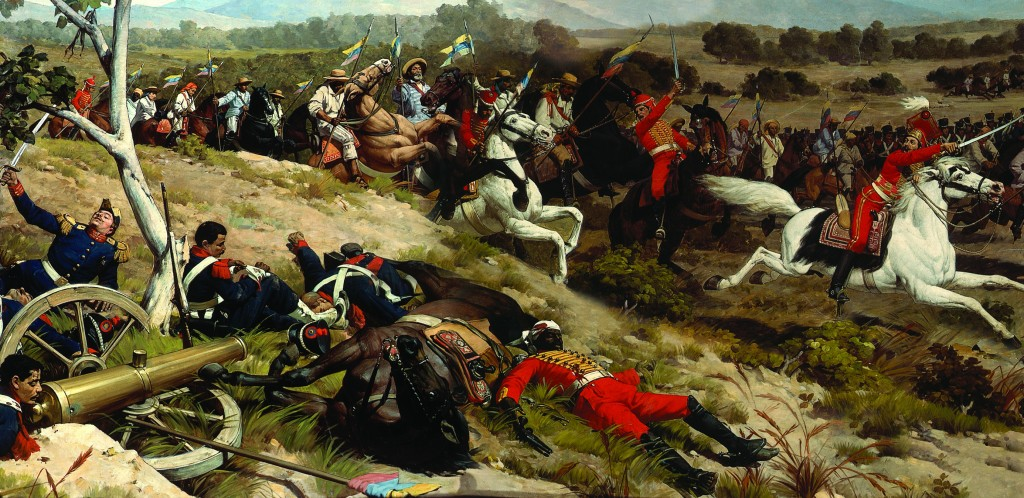
카라보보 전투의 호세 안토니오 파에스와 그의 군인들

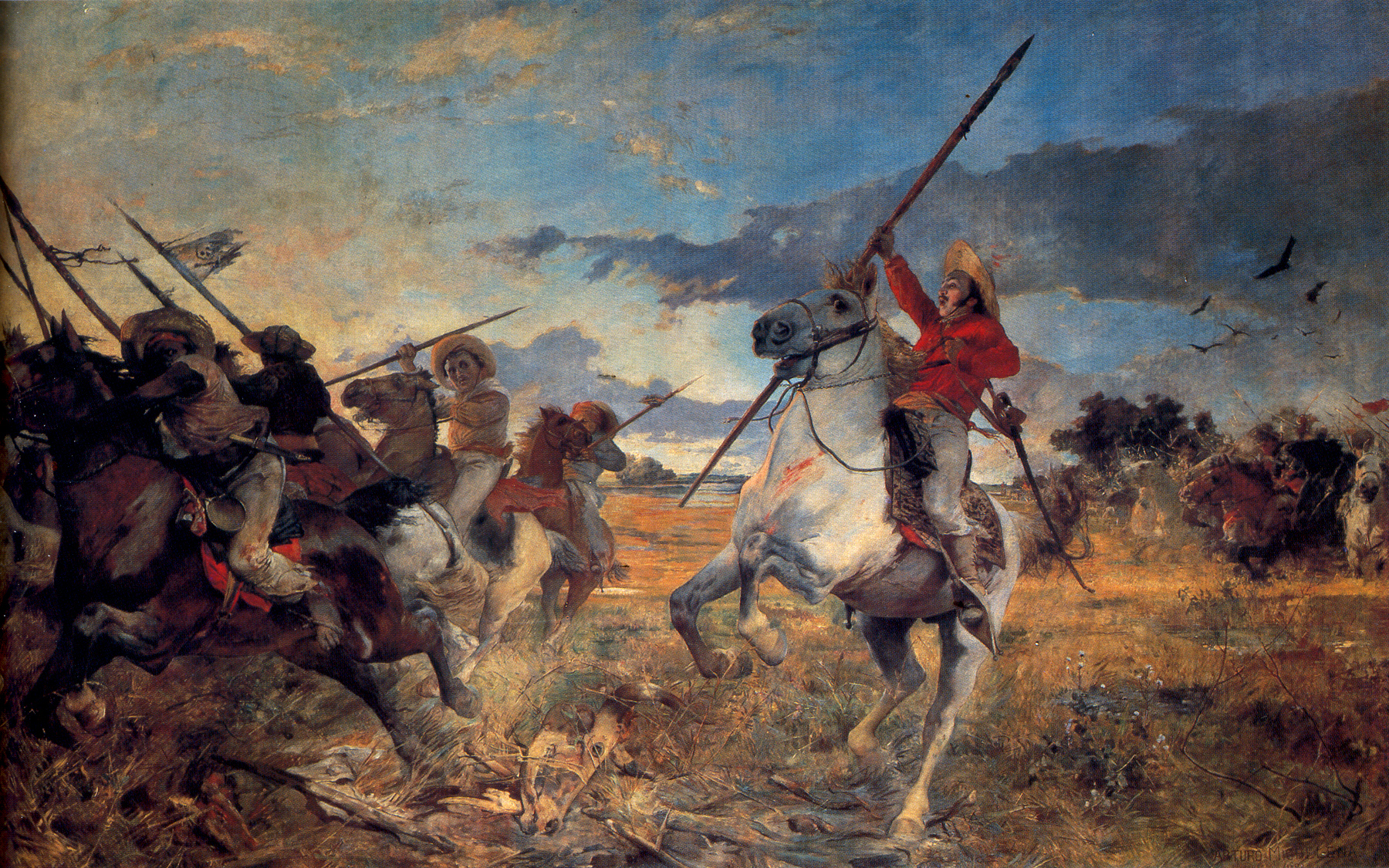
라스 케세라스 델 메디오 전투에서의 호세 안토니오 파에스

1810년 베네수엘라 독립운동이 본격화되자 호세 안토니오 파에스는 자발적으로 기병대 조직하여 스페인 왕당파에 맞섰다. 1819년 라스 케세라스 전투에서 야노에로스를 이끌고 스페인군 방어진을 돌파하여 승리를 거두며 평원의 캔타우로라는 별칭을 얻었다. 1821년 6월 24일 카라보보 전투에서 시몬 볼리바르 아래서 지휘관으로 활약했고, 결정적 승리를 이끌어 베네수엘라 독립을 사실상 확정지었다. 1823년 푸에르토 카벨로 전투를 통해 남은 왕당파 군세를 격파하며 베네수엘라 해방 전쟁을 종결 지었다.

## 정치 경력 및 대통령 재임

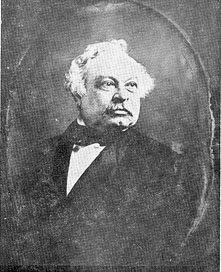
호세 안토니오 파에스 대통령

1826년 호세 안토니오 파에스는 그란콜롬비아의 중앙집권적 통치에 반대하는 라 코시아타 운동을 주도하여 베네수엘라 분리를 촉발했고, 1830년 베네수엘라가 그란콜롬비아로부터 독립을 선언하자 임시 대통령으로 선출됐다. 첫번째 대통령 임기동안 그는 헌법 제정과 입법·사법 체계 확립에 주도적 역할을 수행하며 중앙집권적 공화국의 기초를 다졌다. 두번째 임기에는 보수 올리가르히 세력과 연합하여 국가의 안정과 질서 유지를 꾀했으나, 권위주의적 통치 방식으로 비판을 받았다. 1861년 발발한 연방 전쟁 중에는 쿠데타로 집권하여 1861년부터 1863년까지 독재 체제를 운영하며 내전을 진압하려 했으나, 다시 정치적 고립을 겪었다.

## 망명과 사망

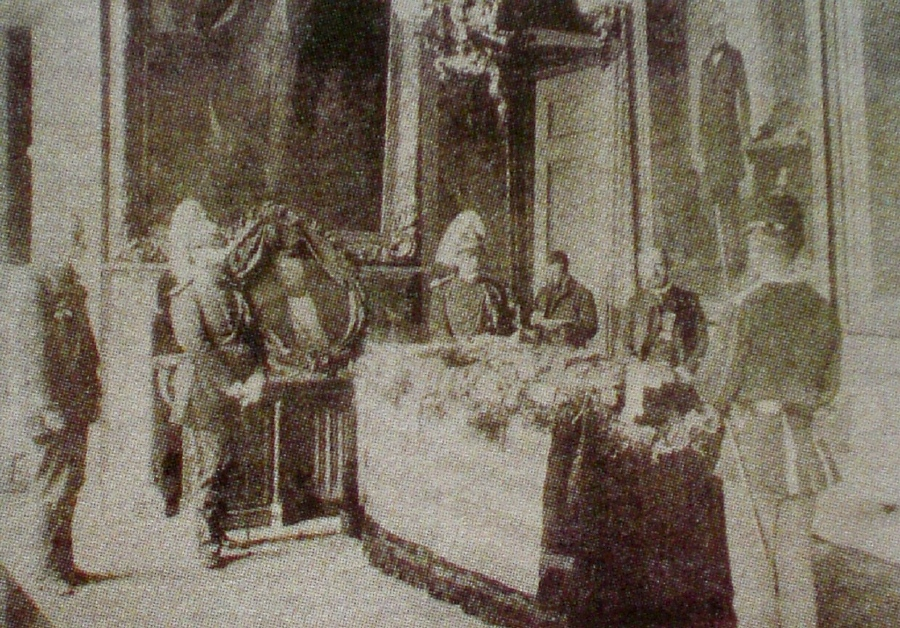
호세 안토니오 파에스의 장례식

1848년과 1863년 두차례 정치적 패배를 경험한 호세 안토니오 파에스는 아르헨티나와 미국으로 망명하여 말년을 보냈다. 1873년 6월 18일, 그는 미국 뉴욕에서 83세를 일기로 노환으로 세상을 떠났으며, 베네수엘라 정계에서 완전히 퇴직했다.
“…어제 아침 10시에 고인의 친우들, 슬픔에 잠긴 이들을 포함해, 동부 20번가에 위치한 마지막 거처에 모여 그의 유해에 마지막 인사를 전했다. 10시 15분경, 조문객들의 눈물 속에서 관이 옮겨졌고, 두 마리 말이 끄는 소박한 마차에 실렸다. 관 위에는 두 개의 미국 국기가 놓여 있었는데, 그 중 하나는 비단과 벨벳으로 만들어졌고 은과 금으로 아름답게 수놓아져 있었으며, 이는 파에스 장군 본인이 베네수엘라로 처음 돌아갈 때 그를 호위한 군대를 지휘했던 A. E. P. 그린 소령에게 직접 증정한 것이었다. 마차와 12대의 마차로 구성된 조문 행렬은 오전 10시 30분에 로마 가톨릭 성 스테판 교회(원문 오기 ‘San Esteban’)에 도착했다. 이때쯤 교회의 아름다운 내부는 이미 사람들로 가득 차 있었다. 관은 제단 아래로 옮겨져 운구대 위에 놓였고, 그 양옆에는 켜진 양초를 꽂은 여섯 개의 촛대가 세워져 있었다. 관 위에는 네 개의 꽃 화환이 놓였으며, 머리맡과 발치에는 불멸의 꽃으로 만든 두 개의 십자가가 곧게 세워져 있었다… 그 후, 유해는 마블 공동묘지로 옮겨져 베네수엘라 정부와 국민이 그 애국자의 유해를 군사적 예우와 함께 본국에 안장할 것을 요청할 때까지 임시로 납골당에 안치되었다…”

## 역사적 의의

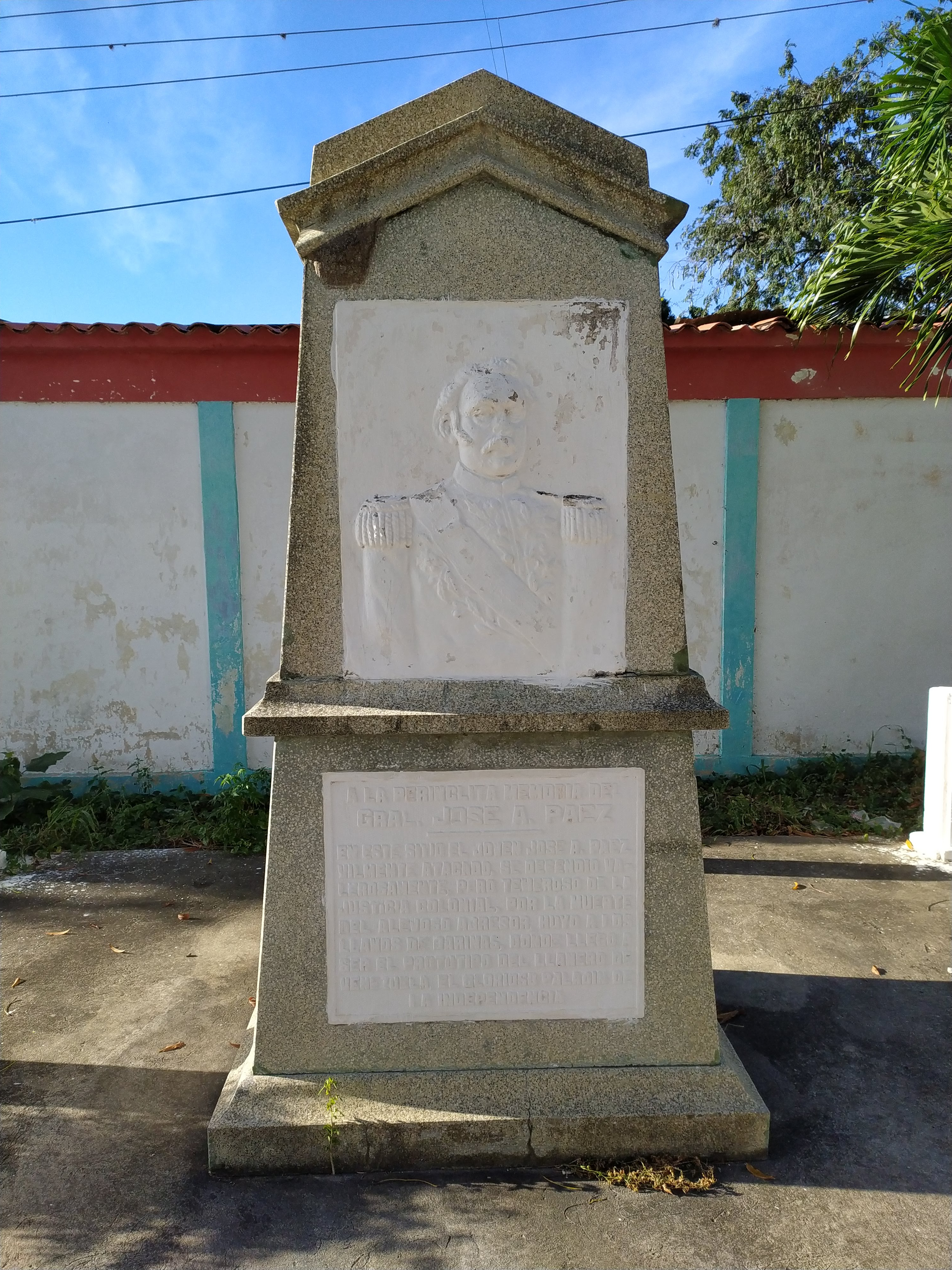
호세 안토니오 파에스의 기념비

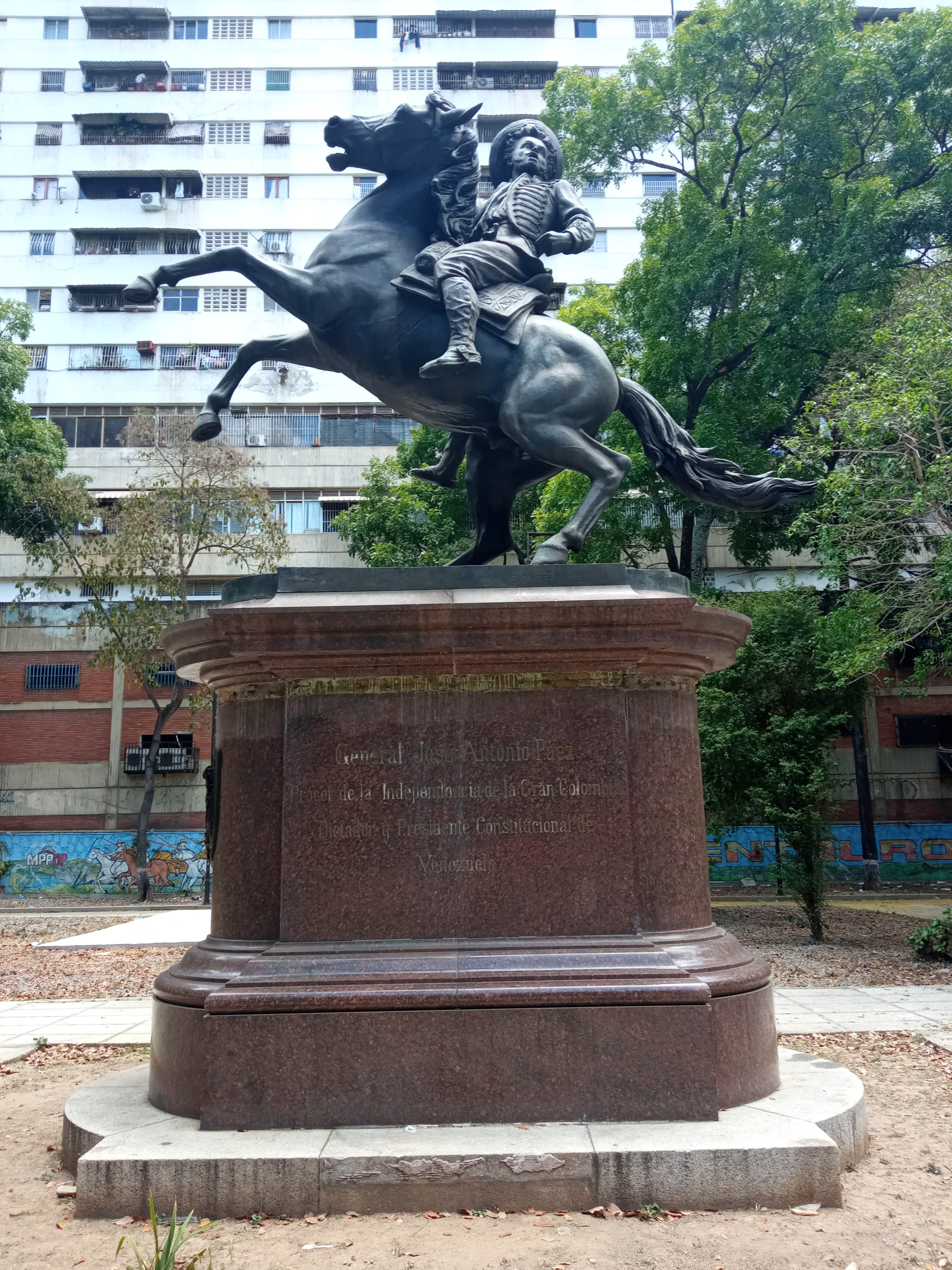
호세 안토니오 파에스의 동상 (베네수엘라 수도 지구 카라카스)

호세 안토니오 파에스는 19세기 남아메리카의 카우디요로 불리며, 군사 영웅으로서 스페인 식민 지배를 종식하고 신생 공화국의 초석을 놓은 공로가 있다. 동시에 그의 권력 집중적 통치와 반복적 망명은 베네수엘라 정치의 불안 요소로 작용했고, 후대 과두정치와 군부 개입의 단초가 되었다는 비판도 존재한다.

## 같이 보기
- 시몬 볼리바르
- 카라보보 전투
- 베네수엘라의 대통령